# Rudarstvo uklanjanjem planinskog vrha
Rudarstvo uklanjanjem planinskog vrha (MTR), takođe poznato kao rudarstvo planinskog vrha (MTM), je forma površinskog rudarenja na vrhu ili vršnom grebenu planine. Ugljeni slojevi se izvlače iz planine uklanjanjem zemlje, ili otkrivke, gornjih slojeva. Smatra se da je ovaj proces sigurniji u poređenju sa podzemnim rudarstvom jer se slojevima uglja pristupa odozgo, a ne pod zemljom. U Sjedinjenim Državama, ovaj metod iskopavanja uglja se sprovodi u Apalačkim planinama na istoku Sjedinjenih Država. Eksplozivi se koriste za uklanjanje do 400 vertikalnih stopa (120 m) planine da bi se otkrili slojevi uglja ispod njih. Višak kamenja i zemlje se odlaže u obližnje doline, u ono što se naziva „ispunjavanje šupljina” ili „ispunjavanje dolina”.
Praksa MTM-a je kontroverzna. Iako ova praksa ima ekonomske koristi, postoji zabrinutost zbog negativnog uticaja na životnu sredinu i zdravlje ljudi.

## Literatura
- Copeland, C. (2004). „Mountaintop removal mining”.  Ур.: Humphries, M. U.S. Coal: A Primer on the Major Issues. Nova Publishers. ISBN 1-59454-047-0.
- 100 Arrested at White House Calling for End to Mountaintop Coal Removal. Democracy Now! video report.
- Burns, Shirley Stewart (30. 9. 2009). „Mountaintop Removal in Central Appalachia”. Southern Spaces.
- McQuaid, John (јануар 2009). „Mining the Mountains”. Smithsonian. 39 (10). стр. 74–85. Архивирано из оригинала 16. 1. 2009. г. Приступљено 25. 4. 2009.
- „Surface Coal Mining in Appalachia”. United States EPA. 18. 6. 2022.
- Mountaintop Mining: Background on Current Controversies (PDF). Congressional Research Service.

## Spoljašnje veze
- „Toxic West Virginia”. Vice. 2010. Архивирано из оригинала 2014-10-24. г. Приступљено 2017-09-05.
- „Mapping mountaintop coal mining's yearly spread in Appalachia”. Phys.org. 25. 7. 2018.
- „Mountaintop removal mining is a crime against Appalachia”. Al Jazeera America. 7. 4. 2015.